# Anthodioctes ayalai
Anthodioctes ayalai là một loài Hymenoptera trong họ Megachilidae. Loài này được Urban mô tả khoa học năm 2002.